# Ernst Meyer (zbrodniarz wojenny)
Ernst Meyer (ur. 1912, zm. ?) – zbrodniarz nazistowski, członek załogi niemieckiego obozu koncentracyjnego Mauthausen-Gusen i SS-Unterscharführer.
Z zawodu drukarz. Członek NSDAP i Waffen-SS. Od 10 maja do 1 lipca 1942 pełnił służbę wartowniczą w obozie głównym Mauthausen. Następnie pełnił służbę w: podobozie Brettstein (od 1 lipca do 15 grudnia 1942), podobozie St. Lambrecht (od 15 grudnia 1942 do 10 lipca 1943), w podobozie Gross-Raming (od 12 lipca do 26 lipca 1943), podobozie Wiener-Neudorf (od 28 lipca do 18 grudnia 1943), ponownie w obozie głównym (od 18 grudnia 1943 do 10 stycznia 1944) i wreszcie w podobozie Ebensee (od 10 stycznia 1944 do 1 lutego 1945).
Meyer został osądzony w procesie załogi Mauthausen-Gusen (US vs. Kaspar Götz i inni) i skazany na karę dożywotniego pozbawienia wolności. Jak wykazało postępowanie sądowe, oskarżony bił więźniów pałką i jednego z nich, narodowości jugosłowiańskiej, zakatował na śmierć w czerwcu bądź lipcu 1943.